# Нермин Золотич
Нермин Золотич (босн. Nermin Zolotić, нар. 7 липня 1993, Сараєво) — боснійський футболіст, захисник клубу «Руселаре». Виступав, зокрема, за клуби «Желєзнічар» та «Гент», а також молодіжну збірну Боснії і Герцеговини. Чемпіон Бельгії. 

## Клубна кар'єра

### «Желєзнічар»
Нермин народився та виріс у Сараєво, футболом розпочав займатися в складі гранда боснійського футболу, сараєвському «Желєзнічарі». Дебютував у молодіжній команді клубу 18 травня проти «Травніка», в якому «залізничники» перемогли з рахунком 3:0. Золотич провів на полі 12 хвилин. У першій команді «Желєзнічара» дебютував у поєдинку останнього 30-го туру Прем'єр-ліги проти «Рудара» (Прієдор), в якому сараєвський клуб поступився з рахунком 2:3. Нермин відіграв увесь матч.
Найуспішнішим для Золотича став сезон 2012/13 років, до матчу матчу 21-го туру проти «Зриньські» (Мостар). На 70-й хвилині поєдинку Нермин отримав перелом гомілки, через що пропустив решту сезону. Також не грав більшу частину сезону 2013/14 років.

### «Гент»
13 червня 2014 року підписав 3-річний контракт з бельгійським клубом, в якому вже виступав його співвітчизник Ервін Зуканович. Дебютував за «Гент» 26 липня проти «Серкль» (Брюгге) (0:0). В перерві матча він замінив Крістофа Ляпоінта. А через чотири місяці, знову проти «Серкль» (Брюгге), Нермин вдруше зіграв за буйволів. Цього разу «Гент» переміг з рахунком 4:0. Після цього зіграв у поєдинку проти «Зюлте-Варегем», коли за рахунку 2:1 отримав червону картку, а також виходив на поле в останньому турі чемпіонатського плей-оф проти «Андерлехта», коли «Гент» вже забезпечив собі чемпіонський титул. Проте в сезоні 2015/16 років Золотич виходив на поле не часто, тому його віддали в оренду до хорватського клубу «Істра 1961».

### «Руселаре»
Після завершення орендних угод з клубами «Істра 1961» та «Желєзнічар» керівництво «Гента» розірвало з ним контракт і Нермин підписав 2-річний контракт з «Руселаре». Станом на 31 березня 2018 року відіграв за команду з Руселаре 37 матчів в національному чемпіонаті.

## Виступи за збірні
Викликався до юнацьких збірних Боснії і Герцеговини U-17 та U-19.
Протягом 2013–2015 років залучався до складу молодіжної збірної Боснії і Герцеговини. На молодіжному рівні зіграв у 4 офіційних матчах, забив 1 гол.

## Статистика виступів

### Клубна
| Сезон             | Клуб                     | Країна               | Змагання          | Змагання | Змагання | Кубок | Кубок | Інші  | Інші | міжнародні | міжнародні | Загалом | Загалом |
| Сезон             | Клуб                     | Країна               | Змагання          | Матчі    | Голи     | Матчі | Голи  | Матчі | Голи | Матчі      | Голи       | Матчі   | Голи    |
| ----------------- | ------------------------ | -------------------- | ----------------- | -------- | -------- | ----- | ----- | ----- | ---- | ---------- | ---------- | ------- | ------- |
| 2010/11           | «Желєзнічар» (Сараєво)   | Боснія і Герцеговина | Прем'єр-ліга      | 3        | 0        | 0     | 0     | 0     | 0    | 0          | 0          | 3       | 0       |
| 2011/12           | «Желєзнічар» (Сараєво)   | Боснія і Герцеговина | Прем'єр-ліга      | 10       | 0        | 0     | 0     | 0     | 0    | 1          | 0          | 11      | 1       |
| 2012/13           | «Желєзнічар» (Сараєво)   | Боснія і Герцеговина | Прем'єр-ліга      | 19       | 0        | 0     | 0     | 0     | 0    | 2          | 0          | 21      | 0       |
| 2013/14           | «Желєзнічар» (Сараєво)   | Боснія і Герцеговина | Прем'єр-ліга      | 13       | 1        | 0     | 0     | 0     | 0    | 0          | 0          | 13      | 1       |
| 2014/15           | «Гент»                   | Бельгія              | Ліга Жупіле       | 4        | 0        | 0     | 0     | 0     | 0    | 0          | 0          | 4       | 0       |
| 2015/16           | →«Істра»                 | Хорватія             | Перша ліга        | 13       | 0        | 1     | 0     | 0     | 0    | 0          | 0          | 14      | 0       |
| 2015/16           | → «Желєзнічар» (Сараєво) | Боснія і Герцеговина | Прем'єр-ліга      | 7        | 0        | 3     | 0     | 0     | 0    | 0          | 0          | 10      | 0       |
| 2016/17           | «Руселаре»               | Бельгія              | Ліга Проксимус    | 27       | 0        | 2     | 0     | 0     | 0    | 0          | 0          | 29      | 0       |
| 2017/18           | «Руселаре»               | Бельгія              | Ліга Проксимус    | 15       | 2        | 2     | 0     | 0     | 0    | 0          | 0          | 17      | 2       |
| Усього за кар'єру | Усього за кар'єру        | Усього за кар'єру    | Усього за кар'єру | 110      | 3        | 8     | 0     | 0     | 0    | 3          | 0          | 122     | 3       |

## Титули й досягнення

### Клубні
«Желєзнічар» (Сараєво)
- Прем'єр-ліга
  -  Чемпіон (3): 2009/10, 2011/12, 2012/13

- Кубок Боснії і Герцеговини
  -  Володар (1): 2011/12

«Гент»
- Ліга Жупіле
  -  Чемпіон (1): 2014/15

«Ноах»
- Прем'єр-ліга
  -  Чемпіон (1): 2024/25

- Кубок Вірменії
  -  Володар (1): 2024/25